# Gene fornby
Koordinaten: 63° 15′ 1″ N, 18° 42′ 20″ O

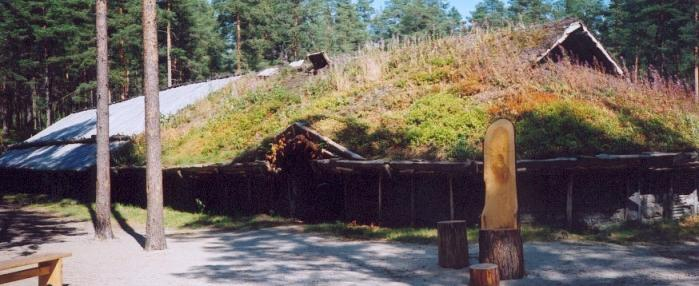
Ein rekonstruiertes Langhaus

Gene fornby wird eine eisenzeitliche Siedlung in Genesmon, Gemeinde Örnsköldsvik, Schweden, genannt. Sie war der Wohnsitz eines Häuptlings und in den ersten sechs Jahrhunderten n. Chr. bewohnt. Anfang des ersten Jahrhunderts n. Chr. lag die Siedlung direkt am Meer und an der Mündung des Moälven, durch die Postglaziale Landhebung versandete jedoch die Meeresbucht und der Lauf des Moälven veränderte sich, heute liegt die Ausgrabungsstätte zirka vierhundert Meter vom Meer entfernt. Insgesamt wurden 15 Häuser ausgegraben, unter anderem mehrere Langhäuser und eine Schmiede.
Die Siedlung wurde 1976 bei Wegarbeiten gefunden und zwischen 1977 und 1988 ausgegraben. Die älteste Bebauung stammt aus dem 1. die jüngste aus dem 6. Jahrhundert n. Chr. Die Siedlung wurde, einige hundert Meter von der ursprünglichen Lage entfernt, im Aussehen des 6. Jahrhunderts rekonstruiert und 1991 für die Öffentlichkeit geöffnet.

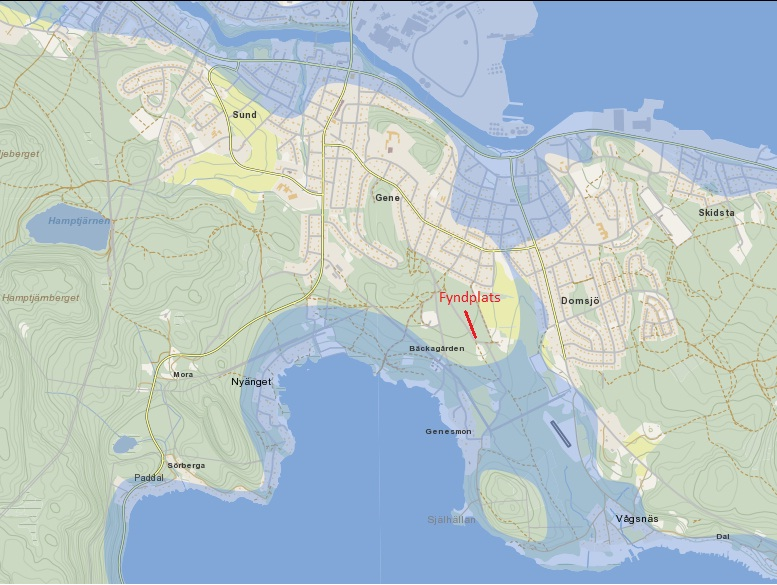
Karte

Hier gab es eine Schmiede, in der wahrscheinlich während dem 5. Jahrhundert, laut Berechnungen anhand der Mengen von gefundener Asche und Schlacke, etwa 290 Kilogramm Eisen bearbeitet wurden. Das Roheisen wurde zu 171 Kilogramm fertigen Gegenständen, z. B. Haushaltsgeräten oder Waffen, geschmiedet. In den verschiedenen Essen wurden teilweise hohe Anteile von verbrannten Knochen gefunden, dies deutet darauf hin, dass der Schmied einen hohen Phosphoranteil im Eisen haben wollte, dieser rief im fertigen Gegenstand ein Damaszener-Muster hervor. Außer Eisen wurde auch Bronze verarbeitet, unter anderem wurden Nadeln, Ringe und Schnallen gegossen. Spuren von Gold in gefundenen Gussformen deuten darauf, dass manche der Gegenstände vergoldet wurden. In der Umgebung des Wohnplatzes wurden mehrere Bronzemünzen aus der Römerzeit gefunden, ein Beleg dafür, dass die Ansässigen Kontakt mit reisenden Händlern hatten.